# 선양시
선양시(중국어 간체자: 沈阳市, 정체자: 瀋陽市, 병음: Shěnyáng Shì, 중국조선어: 심양)는 중국 랴오닝성의 성도이다. 펑톈(중국어 간체자: 奉天, 병음: Fèngtiān)은 선양의 옛 이름이다. 국가역사문화명성(國家歷史文化名城)에 선정된 관광 도시로, 만주족은 묵던(만주어: ᠮᡠᡣᡩᡝᠠ Mukden)이라고 부르고, 유럽에서도 묵던으로 많이 알려져 있다. 명청시기 이전에 원나라 시기에는 고려 국왕을 심양왕으로 봉하였을 만큼 한국 역사의 중요한 도시로 추정할 수 있으나 이를 뒷받침할 기록은 희박하다.

## 역사
이름의 유래는 선양 남부를 흘러 지나는 훈허(渾河)의 옛 이름 심수(瀋水)의 북쪽에 있다는 심수지양(沈水之阳)에서 유래된다. 7200년에 이르는 아주 오래된 역사를 가지며, 구석기에 취락했던 신락유적이 있었던 것으로 알려진다. 고조선의 영토였고 고구려 광개토대왕때 되찾았으며 발해 무왕때 되찾았다가 요나라가 차지했다가 금나라,몽골제국,원나라,명나라 영토가 되었다.  17세기 초반, 사르후 전투에서 승리한 만주족의 누르하치는 선양을 점령하고 1625년 후금의 수도로 정했으며, 1634년에는 성경(盛京)(만주어: 묵던)으로 개칭하였다. 그 후 청나라로 이름을 고친 후금은 1644년 명나라를 멸망시킨 후 중국을 점령하고 수도를 베이징으로 변경했다. 하지만 선양은 제2의 수도 대접을 받아 1657년에는 봉천부라고 명명되었고, 형식적이나마 중앙정부에 준거한 관제를 행사할 수 있었다. 지금도 시내에는 그 때의 황궁과 선양고궁이 남아 있다.
19세기 후반, 선양까지 한족의 이동을 인정하지 않았던 만주(현재의 중국 동북부)가 러시아 제국의 남하정책으로 인해 지역을 개방하자 선양은 급격한 발전을 이루었다. 선양은 지역의 중심으로서의 역할을 담당하여, 둥베이을 묶는 관청도 설치되었다. 도시로서 선양이 크게 팽창했던 것도 이 시기이다. 1905년 러일전쟁 중에는 당시 사상 최대 규모의 야전을 치렀다. 일본군은 3월 10일 펑톈에 입성하였고, 12월 3일에 서울에서 펑톈까지 협궤선이 개통되었다. 1912년 청조 멸망 후에는 장쭤린이나 장쉐량 등의 선양 군벌의 거점이 되었고, 1923년 선양 시 정부가 설치되고 시정이 시행되어 1929년 장쉐량에 의해서 선양 시라고 개칭되었다. 1924년에 대한민국의 독립군 삼부 중의 하나인 정의부가 지린성과 펑톈을 중심으로 형성되기도 하였으며, 대한민국의 수많은 독립 지사가 망명하여 활동했던 시기이며, 당시에는 '만주 봉천'으로 알려졌었다. 역을 중심으로 하는 시가지의 대부분은 남만주 철도의 부속지로 여겨져 일본이 행정권이나 경찰권을 쥐고 있었다. 1931년 만주사변에 의해서 일본의 관동군에 점령되면서, 그 이름을 펑톈이라고 하였고, 1945년의 일본의 패전 후에는 선양이라는 이름을 회복하였다.
한족의 입장에서 펑톈이라는 지명은 만주사변을 일으킨 일제의 괴뢰국이었던 만주국의 도시명이며, 만주국 봉천군관학교가 있었던 일제 시대의 주요 거점 도시였다. 중국의 입장에서 '펑톈'은 '일제 만주국의 펑톈'으로 강점되었던 치욕의 지명이므로, 지명을 바꿀 필요가 있었던 것이다. 구 펑톈은 현재의 랴오닝성과 지린성의 동남부로 지금은 개편을 통해 랴오닝 성과 지린 성으로 개편, 흡수되었다.

## 지리와 기후
선양의 서쪽은 랴오허강의 충적 평원에 위치해있는 반면, 동쪽은 창바이산맥의 일부로 숲으로 덮여있다. 선양에서 고도가 가장 높은 곳은 414m인 반면 가장 낮은 곳은 7m 밖에 안된다. 주 도시 지역은 랴오허강의 지류인 혼하의 북쪽에 위치해있다. 도시 지역의 평균 고도는 29m이다. 북쪽의 운하와 남쪽의 운하는 혼하를 따라 각각 도시 지역의 북쪽과 남쪽을 흐른다.
선양의 기후는 계절풍의 영향을 받는 습윤 대륙성 기후이다. 여름은 계절풍 때문에 덥고 습하며, 겨울은 시베리아 고기압 때문에 춥고 건조하다. 선양은 사계절이 뚜렷하다. 연평균 기온은 8.3 °C이고 추울 때는 -28.5 °C까지 떨어지기도 하고 더울 때는 36.1 °C까지 올라가기도 한다. 비는 7월과 8월에 집중된다. 연평균 강수량은 705.5mm이다.
| 선양시의 기후                                               | 선양시의 기후 | 선양시의 기후 | 선양시의 기후 | 선양시의 기후 | 선양시의 기후 | 선양시의 기후 | 선양시의 기후 | 선양시의 기후 | 선양시의 기후 | 선양시의 기후 | 선양시의 기후 | 선양시의 기후 | 선양시의 기후 |
| 월                                                          | 1월           | 2월           | 3월           | 4월           | 5월           | 6월           | 7월           | 8월           | 9월           | 10월          | 11월          | 12월          | 연간          |
| ----------------------------------------------------------- | ------------- | ------------- | ------------- | ------------- | ------------- | ------------- | ------------- | ------------- | ------------- | ------------- | ------------- | ------------- | ------------- |
| 역대 최고 기온 °C (°F)                                      | 8.6 (47.5)    | 17.2 (63.0)   | 22.6 (72.7)   | 30.0 (86.0)   | 34.3 (93.7)   | 39.3 (102.7)  | 38.3 (100.9)  | 38.4 (101.1)  | 32.9 (91.2)   | 29.2 (84.6)   | 21.7 (71.1)   | 13.4 (56.1)   | 39.3 (102.7)  |
| 일평균 최고 기온 °C (°F)                                    | −4.8 (23.4)   | 0.1 (32.2)    | 7.5 (45.5)    | 17.1 (62.8)   | 23.9 (75.0)   | 27.6 (81.7)   | 29.5 (85.1)   | 28.8 (83.8)   | 24.4 (75.9)   | 16.3 (61.3)   | 5.8 (42.4)    | −2.5 (27.5)   | 14.5 (58.0)   |
| 일일 평균 기온 °C (°F)                                      | −11.4 (11.5)  | −6.3 (20.7)   | 1.7 (35.1)    | 10.8 (51.4)   | 17.8 (64.0)   | 22.3 (72.1)   | 24.9 (76.8)   | 23.8 (74.8)   | 17.9 (64.2)   | 9.8 (49.6)    | 0.3 (32.5)    | −8.4 (16.9)   | 8.6 (47.5)    |
| 일평균 최저 기온 °C (°F)                                    | −17.0 (1.4)   | −12.0 (10.4)  | −3.9 (25.0)   | 4.3 (39.7)    | 11.5 (52.7)   | 16.9 (62.4)   | 20.6 (69.1)   | 19.4 (66.9)   | 12.1 (53.8)   | 4.0 (39.2)    | −4.7 (23.5)   | −13.5 (7.7)   | 3.1 (37.7)    |
| 역대 최저 기온 °C (°F)                                      | −33.1 (−27.6) | −27.2 (−17.0) | −21.7 (−7.1)  | −12.5 (9.5)   | 0.2 (32.4)    | 6.9 (44.4)    | 12.4 (54.3)   | 8.0 (46.4)    | 1.0 (33.8)    | −8.3 (17.1)   | −22.5 (−8.5)  | −30.2 (−22.4) | −33.1 (−27.6) |
| 평균 강수량 mm (인치)                                       | 6.0 (0.24)    | 9.7 (0.38)    | 16.7 (0.66)   | 35.2 (1.39)   | 63.6 (2.50)   | 92.5 (3.64)   | 167.0 (6.57)  | 167.1 (6.58)  | 50.8 (2.00)   | 44.1 (1.74)   | 22.8 (0.90)   | 12.0 (0.47)   | 687.5 (27.07) |
| 평균 강수일수 (≥ 0.1 mm)                                    | 3.7           | 3.4           | 4.8           | 6.6           | 9.0           | 11.7          | 12.2          | 10.6          | 6.5           | 7.0           | 5.8           | 4.8           | 86.1          |
| 평균 상대 습도 (%)                                          | 63            | 57            | 52            | 49            | 54            | 67            | 77            | 79            | 72            | 66            | 63            | 64            | 64            |
| 평균 월간 일조시간                                          | 172.4         | 192.0         | 227.3         | 228.7         | 250.3         | 218.4         | 191.8         | 204.3         | 219.9         | 204.8         | 158.5         | 153.0         | 2,421.4       |
| 가능 일조율                                                 | 58            | 64            | 61            | 57            | 55            | 48            | 42            | 48            | 59            | 60            | 54            | 54            | 55            |
| 출처: 중국기상국 (평년값: 1991년~2020년, 극값: 1951년~현재) |               |               |               |               |               |               |               |               |               |               |               |               |               |

## 경제
선양은 중국의 중요한 산업 중추이다. 특히 우주항공산업, 공작 기계, 중장비, 방위 산업과 같은 중공업에 초점을 맞추고 있다. 최근에는 소프트웨어, 자동차, 전자 산업도 발전하고 있다. 제1차 5개년 계획(1951~1956년) 기간에는 많은 공장들이 톄시 구에 세워졌다. 선양의 중공업이 최절정에 달하던 1970년대에는 톈진, 상하이와 함께 중국의 3대 공업 도시로 성장하였다. 그러나 1980년대에 들어 중공업이 쇠퇴함에 따라 선양은 러스트 지대의 도시가 되었다. 도시의 경제는 최근에 상당히 재건되었는데 이것은 소프트웨어 산업 개발과 공업 자동화를 추진하는 중국 정부의 "진흥동북로공업기지" 운동 덕분이다.
많은 주요 공업 회사들이 선양에 본사를 두고있다. 중국의 주요 자동차 제조사인 화신 기차의 생산 공장 대부분이 선양에 위치해있다. 선양비기공사는 시민들과 인민군을 위한 비행기를 생산한다. Neusoft는 선양에 있는 중국에서 가장 큰 소프트웨어 회사이다. 중국에서 가장 큰 공작기계 제조사인 선양 공작기계가 선양에 위치해있다.

## 소수 민족
선양은 36개의 소수 민족이 거주하며 한족이 89.73%를 차지한다. 36개의 소수 민족은 만주족 (满族), 조선족(朝鲜族), 후이족 (回族), 시버족 (锡伯族), 몽골족 (蒙古族), 좡족 (壮族), 먀오족 (苗族), 투쟈족 (土家族), 둥족 (侗族), 다우르족 (达斡尔族), 바이족 (白族), 위구르족 (维吾尔族), 티베트족 (藏族), 이족 (彝族), 고산족 (高山族), 쉐족 (畲族), 부이족 (布依族), 야오족 (瑶族), 하니족 (哈尼族), 카자흐족 (哈萨克族), 다이족 (傣族), 리족 (黎族), 수이족 (水族), 나시족 (纳西族), 징포족 (景颇族), 키르기스족 (柯尔克孜族), 투족 (土族), 무라오족 (仫佬族), 창족 (羌族) 마오난족 (毛南族), 거라오족 (仡佬族), 러시아인 (俄罗斯族), 예벤키인 (鄂温克族), 타타르족 (塔塔尔族), 어룬춘족 (鄂伦春族), 나나이족 (赫哲族), 뤄바족 (珞巴族)이 거주하고 있다.
| 민족      | 인구      | 비율(%) |
| --------- | --------- | ------- |
| 한족      | 8,138,312 | 89.73%  |
| 만주족    | 569,951   | 6.28%   |
| 몽골족    | 135,265   | 1.49%   |
| 조선족    | 88,676    | 0.98%   |
| 후이족    | 63,354    | 0.70%   |
| 시버족    | 53,448    | 0.59%   |
| 기타 민족 | 21,087    | 0.23%   |

## 행정구역
선양 시는 10개의 시할구와 1개의 현급시, 2개의 현을 관할한다:
|                       | 행정구역 |  |
| --------------------- | -------- |  |
|                       |          |  |
| 선양 도시 지역        |          |  |
| 허핑 구               | 和平区   |  |
| 선허 구               | 沈河区   |  |
| 다둥 구               | 大东区   |  |
| 황구 구               | 皇姑区   |  |
| 톄시 구               | 铁西区   |  |
| 선양 교외 및 외곽지역 |          |  |
| 쑤자툰 구             | 苏家屯区 |  |
| 훈난 구               | 浑南区   |  |
| 선베이 신구           | 沈北新区 |  |
| 위훙 구               | 于洪区   |  |
| 랴오중 구             | 辽中区   |  |
| 신민 시               | 新民市   |  |
| 파쿠 현               | 法库县   |  |
| 캉핑 현               | 康平县   |  |

## 선양 시의 개명 역사
- 1657년 청나라가 선양(瀋陽)에 봉천부(府)를 설치하면서 선양을 '펑톈'으로 개명하였다.
  - 라오닝 성의 선양 시 지역은 한나라 이전부터 북방 민족들의 지역이었으며, 개모성이 있던 고구려(高句麗)의 영토였다가 신라의 나당연합 통일 전쟁이후 당(唐)의 영향아래 잠시 심주(瀋州)로 불리었다. 그 후 발해(渤海)에 속했다가 요(遼), 금(金)시대에는 동경로(東京路), 원대에는 심양로(瀋陽路)가 설치되었으며, 이 후 명나라가 이 곳에 심양위(瀋陽衛)를 두었다. 그러므로 선양(瀋陽)이라는 이름은 원대의 작명과 명대의 개칭에서 유래한다고 볼 수 있다. 그러나 행정적인 지명과는 별도로 원주민인 만주족은 '묵던'이라는 지명을 지금까지 사용하고 있다.
  - 1625년 청나라는 랴오양(遼陽)에서 선양으로 천도하면서 선양을 성경(盛京)이라 개칭하였다.
  - 1644년 베이징을 수도로 정한 후에는 선양을 배도(陪都)로 삼았다.
- 1911년 펑톈은 (펑톈의 군벌이라는 뜻인) 봉계군벌(奉系軍閥)의 수부 (지휘부가 있는 주둔지)가 되었다.
- 1923년 펑톈 현에서 펑톈 시(奉天 市)로 개정되었다.
- 1929년 장쉐량은 펑톈 시를 선양 시로 다시 고쳤다.
- 1931년 일본 제국이 만주사변을 일으키고 선양을 강점한다.
- 1932년 만주국이 성립되고 일제에 의하여 펑톈으로 다시 개명되었다.
- 1945년 2차 대전이 일본의 패전으로 끝난 후 펑톈 시는 선양 시(瀋陽市)로 공식 행정 지명을 환원했다.
- 1953년 중앙직할시가 되었다.
- 1954년 요녕성 성직할시 되었다.

## 북방 지역의 알자스
선양-펑톈 등의 지명 변화는 마치 유럽 알자스 지방의 역사나 정치적 사항과 유사한 점이 있다.
펑톈은 1657년 청나라가 명나라 지명인 선양(瀋陽)을 펑톈으로 개명한 것이다. 또한 1929년에 한족의 군벌 장쉐량이 모처럼 선양으로 회복하였으나, 1931년 일본 제국이 만주사변으로 선양을 강점한 후 다시 펑톈으로 개명되었다.
한족의 입장에서 보면, 펑톈이라는 지명은 외세의 영향으로 두 번이나 외세에 의하여 개명되었던 호칭인 셈이다. 대부분의 한족들이 만주사변을 '918 사변'이라고도 부르며 9월 18일을 국치일로 생각한다. 비록 '선양'이라는 이름은 원(元)나라에서부터 그 기원을 두고 있지만, 명나라가 들어선 이후로 선양이라고 불려오다가 만주족의 청나라가 펑톈이라고 개명한 후, 일제조차도 펑톈이라고 불렀기에 현대의 중국은 펑톈이라는 (외세가 작명한) 지명에 감정적으로 우호적이지 못한 면이 강하다.
그러나, 장쉐량이 1929년에 펑톈을 선양으로 개명한 실제적 이유를 다르게 보는 시각도 있다. 장제스의 국민당이 19세기 말과 20세기 초에 내세운 초기 삼민주의 강령에는 '만주족 축출'이 포함되어 있는 등 당시의 중국 내부의 혁명은 소수 민족을 배제한 한족 중심의 혁명이었다. 또한 실제적으로 그 기원이 청나라의 군대였다는 태생적 약점을 가지고 있던 한족 봉계군벌의 입장에서는 자신들 군벌이 만주족의 태생적 기원을 버리고 바야흐로 한족의 세력이라는 것을 강조할 필요가 있었다. 이에 따라서, 정치적인 목적으로 만주족의 펑톈을 한족의 선양이라는 지명으로 정치적 필요상 복귀시킨 것이라고 보는 시각이 있다.
더욱이 선양이든 펑톈이든, 실제로는 청나라가 들어서기 이전까지는 '장성 밖 지역'으로 간단히 치부되었으며 토착민인 만주족은 '묵던'이라고 하며 행정 구역상의 지명과는 별도로 불려오던 곳이고, 비록 명나라가 선양이라고 지칭하기는 하였으나 토착민들은 이에 상관 없이 고유의 지명으로 불러오던 곳이라는 것을 감안하면, 토착민이자 도시 건설자였던 만주족과 여타 북방 민족의 입장에서 보는 이러한 한족 중심 사고는 지역 사회의 역사적 근본을 교묘히 바꿔버리는 책략의 일환이 된다.
그런 의미에서, 펑톈에서 살아온 북방 민족의 입장에서보면 입장은 반대가 된다. 요동 지역은 원래 한족의 지역이 아닌 북방 민족의 땅이었으며, 몽골족이 선양이라고 지명하고 만주족이 묵던(Mukden)이라고 부르던 곳을 1600년 대 이후로 행정상의 편의로서 펑톈이라고 공식 표기하여서 20세기 초까지 사용하여 온 것이다. 실제로 1929년에 펑톈이 선양으로 개명되었을 때에 많은 만주족들이 분개하였으나, 군권과 행정권을 장악한 한족 군벌들에게 눌려서 탄압을 받았을 뿐이었다고 한다. 이후 일제가 만주국을 건설한 후 만주족의 땅이라는 의미로 한족의 선양을 다시 만주국 펑톈으로 개명한 정치적인 사건은 만주족이나 북방민족의 입장에서는 흥미로운 일이 아닐 수 없다. 선양을 펑톈으로 개명한 일은 비록 그 주체가 일제라 하더라도, 한족에게 탄압과 압력을 받던 만주족과 기타 소수 민족의 지지를 끌어낼 수 있었던 작은 사건이었다.
실제로 전통적으로는 '장성 밖의 지역'이라고 보아야 할 이 곳의 지명을 군벌과 공산당 정부가(묵던이라는 토착 지명이 존재하며, 원나라의 지명이 기원이라는 것을 크게 밝히지 않고, 단지 명나라 당시에는 한족들끼리만 통용되던 장성 밖 지역의 제한적 행정 지명이라는 것을 덮어두면서) 구태여 명나라 지명으로 바꾼 것은 토착 세력을 견제하면서 현재의 이 지역을 정치적으로 지배하고 있는 것이 한족계열의 중국인이라는 것을 직간접적으로 보여주는 것이라고 보는 시각도 있다.

## 한국관련 유적
선양은 위나라, 수나라, 당나라 때에는 고구려에 속해 있었다. 선양은 창춘, 하얼빈과 더불어 고구려와 발해의 중심도시였다.
병자호란 후 인조의 아들 소현세자, 봉림대군, 인평대군은 청나라에 인질로 보내어졌는데, 내성 대남문안에 조선관이라는 관소에 머물렀다. 조선관은 현재 선양시립아동도서관에 있었다. 청나라에 잡혀왔던 삼학사 홍익한, 오달제, 윤집은 대서변문 밖에서 참수 당했는데 현재 중산 공원부근이다. 조선인들은 19세기 말부터 서탑지구에 몰려살았는데 그 수는 10,000여 명에 이르렀다.

## 교통 수단
선양은 둥베이 지구의 교통중심지이고 중국의 첫 번째 고속도로(선다고속도로)의 기점이다. 시내에는 3개의 순환로가 있고 동서간선도로, 칭니앤다제(靑年大街)-베이링다제(北陵大街), 난징제(南京街)-황허다제(黃河大街)가 주요간선도로이다.
선양은 둥베이 지구의 철도중심지이다. 베이징, 다롄, 단둥, 퉁화, 하얼빈, 청더로도 통한다. 기차역은 북선양역, 선양역, 남선양역, 서선양역, 동선양역이 있다.
선양의 주요공항은 선양 타오셴 국제공항이다.
현재, 시내에선 지하철 1호선과 지하철 2호선이 개통되었다. 1호선이 2009년 10월에 개통되었으며, 현재도 연장 공사중이다.

## 교육
대학교
- 둥베이대학교（東北大學）
- 랴오닝대학교（遼寧大學）
- 중국의과대학교（中國醫科大學）
- 선양약과대학교（沈陽藥科大學）
- 선양공업대학교（沈陽工業大學）
- 선양이공대학교（沈陽理工大學）
- 선양건축대학교（沈陽建筑大學）
- 선양농업대학교（沈陽農業大學）
- 루쉰미술전문대학교（魯迅美術學院）
- 선양음악전문대학교（沈陽音樂學院）
- 중국형경전문대학교（中國刑警學院）
- 랴오닝중의약대학교（遼寧中醫藥大學）
- 선양대학교（沈陽大學）
- 선양사범대학교（沈陽師范大學）
- 선양항공공업전문대학교（沈陽航空工業學院）
- 선양화공대학교
- 선양체육전문대학교
- 랴오닝미디어대학교
- 선양미디어대학교
- 랴오닝공안사법관리간부전문대학교

고등학교(중학교)
- 랴오닝성실험중학교
- 둥베이육재중학교
- 둥베이중산중학교
- 선양시제1중학교
- 선양시제2중학교
- 선양시제4중학교
- 선양시제5중학교
- 선양시제7중학교
- 선양시제20중학교
- 선양시제24중학교
- 선양시제31중학교
- 선양시제33중학교
- 선양시제120중학교
- 선양시제43중학교
- 선양시제27중학교
- 선양시제11중학교
- 선양시제83중학교
- 선양시제85중학교
- 선양시철로실험중학교
- 선양시제38중학교
- 선양시제124중학교
- 선양시공청단실험중학교
- 선양시제9중학교
- 심양시조선족제1중학교(고등학교(문과/리과)/국제학부)
- 심양시조선족제2중학교(고등학부(문과)/중학부, 소가툰구)
- 심양시조선족제3중학교(중학부, 우홍구)
- 심양시조선족제4중학교(중학부, 동릉구)
- 심양시조선족제5중학교(중학부, 심북구)
- 심양시조선족제6중학교(중학부, 시내5구)
- 심양시조선족동광중학교(고등학부)
- 요녕성조선족사범학교
- 동택중학교
- 선양시제104중학교
- 선양시제107중학교
- 선양시제108중학교
- 선양시제1사립고등학교
- 신민시고등학교
- 캉핑현고등학교
- 선양시제52중학교
- 선양시제175중학교

국제학교
- 선양한국국제학교

## 자매도시
- 일본 삿포로, 가와사키
- 대한민국 성남, 의성군, 대전광역시
- 중국 광저우, 샤먼, 지린
- 독일 뒤셀도르프
- 미국 시카고
- 이탈리아 토리노
- 러시아 이르쿠츠크
- 필리핀 케손시티
- 멕시코 몬테레이
- 카메룬 야운데
- 그리스 테살로니키
- 체코 오스트라바
- 폴란드 카토비체
- 영국 벨파스트

## 우호도시
- 대한민국 광주광역시, 거제시

현재, 선양에는 6개국의 총영사관이 들어와 있다.
- 대한민국 총영사관,  일본 총영사관,  미국 총영사관,  프랑스 총영사관
- 러시아 총영사관,  조선민주주의인민공화국 총영사관

## 같이 보기
- 선양 방송